# Felipe Calderón
Felipe de Jesús Calderón Hinojosa (Morelia, 18 augustus 1962) is een Mexicaans politicus van de conservatieve Nationale Actiepartij (PAN). Hij was van 1 december 2006 tot 30 november 2012 president van Mexico.

## Eerdere carrière
Calderón is de zoon van Luis Calderón Vega, een van de grondleggers van de PAN, en María del Carmen Hinojosa González. Hij is afgestudeerd in de rechten aan de Vrije Rechtsschool in Mexico-Stad en heeft een mastertitel economie aan het Autonoom Technologisch Instituut van Mexico (ITAM) en publieke administratie gehaald aan de Harvard University. In 1993 huwde hij Margarita Zavala, met wie hij drie kinderen heeft.
Calderón sloot zich aan bij de PAN en was in 1987 de oprichter van Acción Juvenil, de jongerenorganisatie van de partij, waarvan hij tot 1989 de eerste voorzitter was. Van 1991 tot 1994 en opnieuw van 2000 tot 2003 zat hij in de Kamer van Afgevaardigden. In 1995 deed hij vergeefs een gooi naar het gouverneurschap van zijn geboortestaat Michoacán. Hij was voorzitter van de PAN van 1996 tot 1999 en minister van energie van 2003 tot 2004 in de regering van Vicente Fox. In 2004 stapte hij uit Fox' kabinet, nadat deze Calderóns presidentsambities had bekritiseerd, terwijl hij die van Santiago Creel steunde.

## Verkiezing
Calderón was presidentskandidaat van de PAN in de presidentsverkiezingen van 2006: in de voorverkiezingen versloeg hij enigszins verrassend Santiago Creel en Alberto Cárdenas; lange tijd werd Creel als meest waarschijnlijke kandidaat beschouwd en deze gold ook als de favoriet van Fox.
Calderón begon de verkiezingscampagne met een aanzienlijke achterstand op zijn belangrijkste tegenstrever, Andrés Manuel López Obrador van de Partij van de Democratische Revolutie (PRD), die al een paar jaar lang de meest uitgesproken favoriet was voor het presidentschap. Een televisie-interview aan het begin van de race waarin hij vooral ouderwets en behoudend overkwam deed zijn kansen aanvankelijk geen goed. Op 21 februari verklaarde voormalig minister-president van Spanje José María Aznar, die op bezoek was bij minister Carlos Abascal, dat hij hoopte dat Calderón de verkiezingen zou winnen. Oppositiepartijen verklaarden dat Aznar zich bemoeide met Mexicaanse aangelegenheden, en riepen op hem het land uit te zetten.
Vanaf maart begon Calderón echter duidelijk in te lopen terwijl López Obrador een aantal onhandige fouten maakte. Calderón werd door de meesten als winnaar gezien van het eerste debat op 25 april, hoewel sommigen Patricia Mercado als winnares aanwezen. López Obrador was bij dit debat afwezig. In mei kwam Calderón aan kop te liggen in de peilingen met enkele procenten voorsprong op López Obrador. In het tweede debat moest hij volgens waarnemers zijn overwinning delen met López Obrador, die dit keer wel aanwezig was. Zowel López Obrador als Calderón werden wel bekritiseerd om het gebruiken van te veel persoonlijke aanvallen. Calderón noemde López Obrador 'een gevaar voor Mexico'. López Obrador op zijn beurt beschuldigde Calderón ervan zich schuldig te hebben gemaakt aan vriendjespolitiek tijdens zijn periode als minister, omdat hij een bedrijf van zijn zwager Diego Zavala bevoordeeld zou hebben toen hij minister was, en dat Zavala bovendien de belasting ontdoken zou hebben. In de laatste peilingen een week voor de verkiezingen gingen Calderón en López Obrador vrijwel gelijk op.
Exit-polls en de eerste uitslagen gaven geen duidelijke winnaar. Hierop riepen zowel Calderón als López Obrador zich tot winnaar uit, ondanks beloften dit niet te doen totdat de uiteindelijke uitslag bekend zou zijn. In de uiteindelijke uitslag won Calderón de verkiezingen met een verschil van slechts 0,58%. Deze uitslag werd echter niet geaccepteerd door López Obrador, die meende dat er fraude had plaatsgevonden. Hij verklaarde de uitslag te zullen aanvechten en ging met zijn aanhangers de straat op. Calderón riep López Obrador op zich bij de uitslag neer te leggen, en bood hem een post in zijn kabinet aan, wat deze weigerde. Op 5 september werd Calderón uiteindelijk door het Electoraal Gerechtshof uitgeroepen tot winnaar.

## Presidentiële termijn
Op 1 december 2006 werd Calderón ingehuldigd in een rumoerig Congres van de Unie. In de voorafgaande dagen hadden er in het congres vechtpartijtjes plaatsgevonden tussen afgevaardigden van de PRD, die wilden voorkomen dat Calderón zou worden ingehuldigd, en afgevaardigden van de PAN, die dat weer wilden voorkomen. Om half tien 's ochtends werd Calderón met een korte ceremonie ingehuldigd, en vertrok daarna naar het nabijgelegen Nationaal Auditorium voor een uitgebreider toespraak.
Calderóns termijn als president werd vooral gekenmerkt door een verheviging van de strijd tegen de drugskartels. In de tweede week van zijn presidentschap verklaarde hij de oorlog aan de drugsmaffia. In verschillende staten besloot Calderón het Mexicaanse Leger in te zetten in de strijd tegen de kartels, onder anderen naar Michoacán, Baja California, Tamaulipas, en Chihuahua. Het politiekorps van Tijuana werd zelfs geheel ontwapend in het kader van een onderzoek aangaande betrokkenheid van de politie bij drugshandel. Hij werkte voor deze mano dura-strategie (ijzerenvuiststrategie) nauw samen met de Amerikaanse drugsbestrijdingsdiensten, die hun
war on drugs in Mexico wilden voeren.
Verder liet Calderón verschillende drugsbazen uitleveren aan de Verenigde Staten, een heikel punt in Mexico. In januari 2007 werd een succesje geboekt toen de Mexicaanse autoriteiten de vermoedelijke drugsbaron Pedro Díaz Parada oppakte en enkele maanden later werd Zhenli Ye Gon opgepakt en het drugsgeld dat in zijn huis werd aangetroffen geconfisqueerd, het grootste criminele kapitaal ooit dat is ingenomen door een overheid. Op 19 maart 2009 werd Vicente Zambada, een van de kopstukken van het Sinaloakartel, gevangengenomen. De grootste vis die die regering te pakken kreeg was echter Arturo Beltrán-Leyva van het Beltrán-Leyvakartel die op 10 december in Cuernavaca door een shootout met de marine om het leven kwam. Desalniettemin blijft het aantal doden veroorzaakt door drugsgeweld sterk toenemen. In december 2010 werd Nazario Moreno González, hoofd van La Familia Michoacana, om het leven gebracht, waarna dat kartel implodeerde.
Ondanks de uitschakeling van deze en andere criminele kopstukken is onder Calderóns presidentschap het drugsgeweld geëscaleerd. In 2007 eiste het drugsgeweld 2500 doden, in 2008 6000, in 2009 meer dan 7500 en in 2010 15.000. Het totale aantal doden sinds Calderóns aantreden is volgens officiële cijfers opgelopen tot ongeveer 45.000. Critici verwijten Calderón wel dat het voeren van een oorlog tegen de drugskartels de situatie alleen maar bloediger en instabieler maakt zonder effectief de kartels te bestrijden. Ook zou het kunnen leiden tot een militarisering van Mexico; mensenrechtenorganisaties maken melding van een toename van buitenrechtelijke executies en andere mensenrechtenschendingen. In 2007 kwamen Mexico en de Verenigde Staten overeen verregaand te zullen samenwerken in de strijd tegen drugs in het Mérida-initiatief. Hoewel Calderóns oorlog tegen de kartels aanvankelijk populair was heeft vanaf 2009-2010 een groot deel van de bevolking zich ertegen gekeerd, en zijn er steeds meer stemmen opgegaan voor het beëindigen van de oorlog of zelfs voor het sluiten van een pact met de kartels. De bekendste persoon binnen de protestbeweging is de dichter Javier Sicilia, wiens zoon in maart 2011 is vermoord. Voormalig presidenten Fox en Zedillo hebben opgeroepen drugs te legaliseren.
Na een sterke stijging van de prijzen van maïs, het belangrijkste voedsel voor de meeste Mexicanen, in 2006 tekende Calderóns regering begin 2007 een overeenkomst met de belangrijkste voedselproducenten waarin dezen beloofden niet meer dan MXN $8,50 voor een kilo tortilla's te rekenen. Verder kenmerkt Calderóns economische beleid zich tot nu toe vooral door bezuinigingen en liberalisering. In mei 2007 werd het Instituut voor Veiligheid en Sociale Diensten voor Werknemers in Overheidsdienst (ISSSTE) geïndividualiseerd.
In tegenstelling tot zijn voorganger Fox lijkt Calderón redelijk goed te kunnen samenwerken met het congres. Hoewel zijn PAN geen meerderheid heeft, is Calderón erin geslaagd met steun van de in het verleden oppermachtige Institutioneel Revolutionaire Partij (PRI), die overigens wel vaak aanpassingen eist, een aantal hervormingen door te voeren over kwesties die al lang steunde. In de eerste jaren van zijn presidentschap stonden een aantal belangrijke hervormingen op de agenda, de electorale hervorming, de juridische hervorming en de energiehervorming. De eerste, die vooral hervormingen binnen het Federaal Electoraal Instituut (IFE) en veranderingen in de financiering van politieke partijen betrof, werd in september 2007 redelijk probleemloos aangenomen. De juridische hervorming was controversiëler. Hoewel voor het eerst aanname van onschuld in de Mexicaanse wetboeken werd opgenomen, iets waar mensenrechtenorganisaties zich al lange tijd voor inzetten, werden aan politie en justitie verregaande volmachten toegekend, die volgens mensenrechtenactivisten de verbeteringen tenietdoen, zoals de mogelijkheid verdachten 80 dagen zonder aanklacht vast te houden en een losse definitie van 'criminele organisatie'.
Ter hervorming van de energiesector stelde de Mexicaanse regering voor het in de problemen verkerende Petróleos Mexicanos (PEMEX), het staatsoliebedrijf, door buitenlandse investeringen uit de problemen te halen; een controversieel punt in Mexico daar de nationalisatie van de olie-industrie in 1938 door veel Mexicanen als symbool van nationale trots wordt ervaren. De PRD en PRI hebben verklaard geen hervorming te zullen accepteren die PEMEX zou privatiseren. In maart 2008 bezetten afgevaardigden van de PRD, de Partij van de Arbeid (PT) en Convergentie het congres, betogende dat de aardoliehervorming een schending van de Mexicaanse grondwet inhoudt. Na twee weken werd besloten een nationaal debat te organiseren over de hervorming, en pas bij de nieuwe zittingsperiode van het Congres, na 1 september, een besluit te nemen. Uiteindelijk werd de hervorming in een afgeslankte versie aangenomen, met steun van alle grote partijen.
De congresverkiezingen verliepen slecht voor Calderóns PAN. De partij viel terug van 208 naar 143 zetels en moest de PRI voor laten gaan als grootste partij met bijna de helft van de zetels, iets wat Calderóns slagvaardigheid heeft aangetast. Calderón zelf kan echter een redelijke populariteit genieten. Volgens approval rating-peilingen heeft Calderón de goedkeuring van ongeveer de helft van de Mexicanen.
Calderón werd in december 2012 opgevolgd door Enrique Peña Nieto van de PRI. In Mexico kan iemand maar een termijn zitting hebben als president, dus daarom was hij niet herkiesbaar.